# 利西切 (赫梅利尼茨基州)

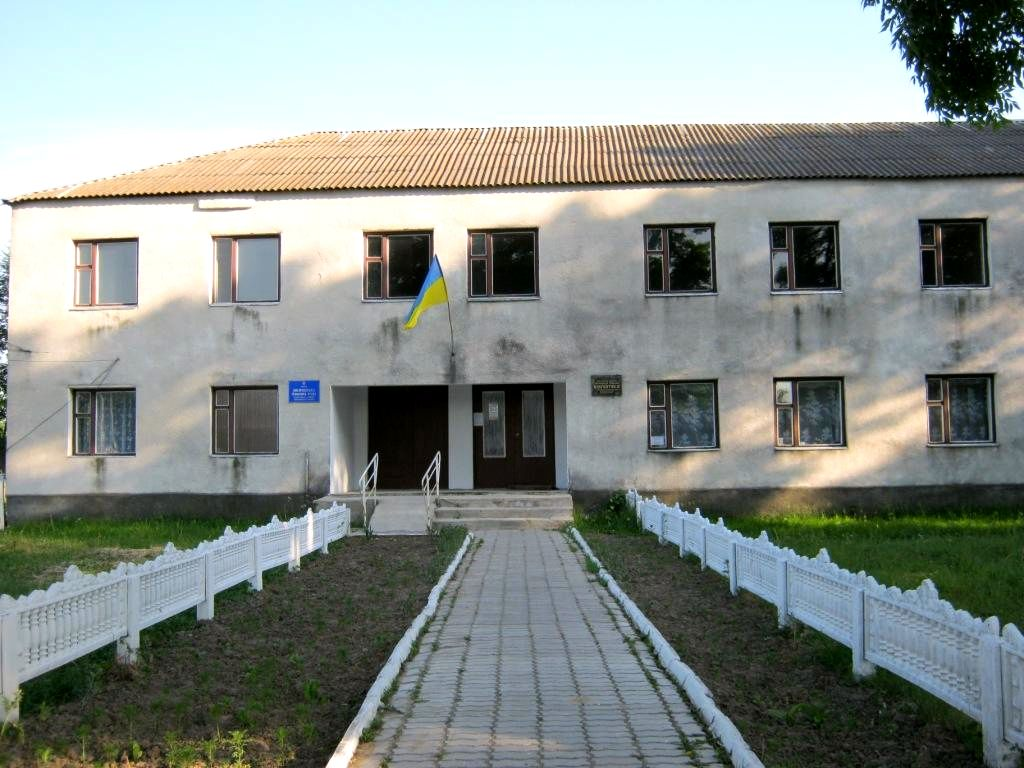

利西切（羅馬化：Lysyche）是烏克蘭西部赫梅利尼茨基州舍佩蒂夫卡區的村莊。該村面積2.43平方公里，海拔高度232米，2001年人口561，人口密度每平方公里230.9人。
50°23′42″N 26°45′46″E / 50.39500°N 26.76278°E